# Llista de Béns Culturals d'Interès Nacional de la Terra Alta
Llista de Béns Culturals d'Interès Nacional de la Terra Alta inscrits en el Registre de Béns Culturals d'Interès Nacional (BCIN) del Departament de Cultura de la Generalitat de Catalunya per a la comarca de la Terra Alta. Inclou els béns immobles més rellevants del patrimoni cultural que tenen la categoria de protecció de major rang com a unitat singular, conjunt, espai o zona amb valors culturals, històrics o tècnics.
L'any 2017, la Terra Alta comptava amb 28 béns culturals d'interès nacional classificats en 24 monuments històrics, 2 conjunts històrics, 1 lloc històric i 1 zona arqueològica. A continuació es mostren les últimes dades disponibles ordenades per municipis.

## Patrimoni arquitectònic
| Monument                                                          | Protecció       | Estil/època                                      | Localització                                                                     | Coordenades                                          | Codi?         | Imatge |
| ----------------------------------------------------------------- | --------------- | ------------------------------------------------ | -------------------------------------------------------------------------------- | ---------------------------------------------------- | ------------- | --- |
| Castell d'Arnes                                                   | BCIN 784-MH     | XIII-XIV                                         | Arnes                                                                            | 40° 54′ 34″ N, 0° 15′ 33″ E / 40.909354°N,0.259075°E | RI-51-0006577 | Carregueu una nova foto d'aquest monument                                                                                           |
| Nucli històric d'Arnes                                            | BCIN 1886-CH-EN | Gòtic, renaixement Medieval-XXI                  | Arnes                                                                            | 40° 54′ 39″ N, 0° 15′ 40″ E / 40.910807°N,0.261078°E | RI-53-0000417 | Nucli històric d'Arnes · Vegeu més fotos d'aquest monument · Carregueu una nova foto d'aquest monument                              |
| La Torre del Castellà                                             | BCIN 525-MH     | XVI                                              | Batea C. de Ponent - c. de la Bassella                                           | 41° 05′ 42″ N, 0° 18′ 30″ E / 41.095091°N,0.308325°E | RI-51-0006587 | Carregueu una nova foto d'aquest monument                                                                                           |
| La Torre de Martí                                                 | BCIN 526-MH     | XV                                               | Batea                                                                            | 41° 05′ 39″ N, 0° 18′ 50″ E / 41.094300°N,0.313985°E | RI-51-0006588 | Carregueu una nova foto d'aquest monument                                                                                           |
| Castell d'Algars, o Castell de Sant Joan                          | BCIN 788-MH     | Medieval                                         | Batea Algars                                                                     | 41° 05′ 31″ N, 0° 13′ 40″ E / 41.092053°N,0.227864°E | RI-51-0006585 | Castell d'Algars (Batea) · Vegeu més fotos d'aquest monument · Carregueu una nova foto d'aquest monument                            |
| Castell de Batea                                                  | BCIN 789-MH     | Medieval                                         | Batea C. de l'Aire                                                               | 41° 05′ 46″ N, 0° 18′ 39″ E / 41.096061°N,0.310735°E | RI-51-0006586 | Castell de Batea · Vegeu més fotos d'aquest monument · Carregueu una nova foto d'aquest monument                                    |
| Casa forta a Pinyeres                                             | BCIN 4007-MH    | XIV-XV                                           | Batea Pinyeres                                                                   | 41° 07′ 34″ N, 0° 12′ 35″ E / 41.126008°N,0.209820°E | IPA-36623     | Carregueu una nova foto d'aquest monument                                                                                           |
| Castell d'Almudèfer                                               | BCIN 623-MH     | XIV                                              | Caseres Turó al costat del riu Algars                                            | 41° 01′ 37″ N, 0° 16′ 25″ E / 41.026912°N,0.273637°E | RI-51-0006612 | Carregueu una nova foto d'aquest monument                                                                                           |
| El Castell                                                        | BCIN 1950-MH    | Medieval                                         | Caseres Restes en el subsòl prop de l'església                                   | 41° 02′ 19″ N, 0° 15′ 01″ E / 41.038609°N,0.250216°E | RI-51-0006613 | Carregueu una nova foto d'aquest monument                                                                                           |
| Restes de murs del castell de Corbera d'Ebre                      | BCIN 701-MH     | Medieval                                         | Corbera d'Ebre Zona de l'església                                                | 41° 04′ 42″ N, 0° 28′ 34″ E / 41.07839°N,0.47613°E   | RI-51-0006617 | Restes de murs del castell de Corbera d'Ebre · Vegeu més fotos d'aquest monument · Carregueu una nova foto d'aquest monument        |
| Poble Vell de Corbera d'Ebre                                      | BCIN 1910-LH-EN |                                                  | Corbera d'Ebre                                                                   | 41° 04′ 42″ N, 0° 28′ 31″ E / 41.078447°N,0.475413°E | RI-54-0000089 | Poble Vell de Corbera d'Ebre · Vegeu més fotos d'aquest monument · Carregueu una nova foto d'aquest monument                        |
| Fort fuseller de Ferriols                                         | BCIN 4006-MH    | Obra popular XIX                                 | Corbera d'Ebre Camí de les Costes de les Piles                                   | 41° 05′ 01″ N, 0° 28′ 51″ E / 41.083638°N,0.480960°E | IPA-14108     | Fort fuseller de Ferriols (Corbera d'Ebre) · Modifica el valor a Wikidata · Carregueu una nova foto d'aquest monument               |
| Presó de Gandesa o Casa de la Castellania                         | BCIN 341-MH-EN  | Gòtic XIII-XIV, XVII                             | Gandesa C. del Pes Vell                                                          | 41° 03′ 10″ N, 0° 26′ 12″ E / 41.052908°N,0.436626°E | RI-51-0012333 | Presó (Gandesa) · Vegeu més fotos d'aquest monument · Carregueu una nova foto d'aquest monument                                     |
| Església de la Mare de Déu de l'Assumpció, Casa de la Vila Vella  | BCIN 342-MH-EN  | Romànic, gòtic, barroc XIII-XIV, XVII-XVIII      | Gandesa Pl. de l'Església                                                        | 41° 03′ 09″ N, 0° 26′ 16″ E / 41.052465°N,0.437665°E | RI-51-0012334 | Església de la Mare de Déu de l'Assumpció (Gandesa) · Vegeu més fotos d'aquest monument · Carregueu una nova foto d'aquest monument |
| Castell de Gandesa                                                | BCIN 877-MH     | Medieval                                         | Gandesa Murs en algunes cases                                                    | 41° 03′ 12″ N, 0° 26′ 11″ E / 41.053348°N,0.436426°E | RI-51-0006631 | Carregueu una nova foto d'aquest monument                                                                                           |
| Celler Cooperatiu                                                 | BCIN 1945-MH    | Modernisme Cèsar Martinell XX (1919)             | Gandesa Av. de Catalunya, 28                                                     | 41° 03′ 18″ N, 0° 26′ 25″ E / 41.054932°N,0.440370°E | RI-51-0010770 | Celler Cooperatiu (Gandesa) · Vegeu més fotos d'aquest monument · Carregueu una nova foto d'aquest monument                         |
| Torre al Molí de Gandesa                                          | BCIN 4014-MH    | Medieval                                         | Gandesa Riu Canaleta, prop la Fontcalda                                          | 40° 59′ 39″ N, 0° 26′ 27″ E / 40.994249°N,0.440871°E | IPA-37030     | Carregueu una nova foto d'aquest monument                                                                                           |
| Convent de Sant Salvador, o Convent de la Mare de Déu dels Àngels | BCIN 128-MH-EN  | Romànic, gòtic, barroc XIII-XIV, XVI, XVII-XVIII | Horta de Sant Joan Camí veïnal al convent                                        | 40° 57′ 24″ N, 0° 19′ 53″ E / 40.956558°N,0.331527°E | RI-51-0005091 | Convent de Sant Salvador (Horta de Sant Joan) · Vegeu més fotos d'aquest monument · Carregueu una nova foto d'aquest monument       |
| La Torre del Prior, o la Torre de Galindo                         | BCIN 939-MH     | XIV-XV                                           | Horta de Sant Joan Camí antic de Bot o de les Olles, barranc de l'Hort del Frare | 40° 57′ 45″ N, 0° 19′ 49″ E / 40.9625°N,0.330139°E   | RI-51-0006855 | La Torre del Prior (Horta de Sant Joan) · Vegeu més fotos d'aquest monument · Carregueu una nova foto d'aquest monument             |
| Casa de la Comanda, o Casa del Delme, Casa Membrado               | BCIN 940-MH     | Renaixement XVI                                  | Horta de Sant Joan C. Comanda, 9                                                 | 40° 57′ 14″ N, 0° 18′ 58″ E / 40.953954°N,0.316169°E | RI-51-0006856 | Casa de la Comanda (Horta de Sant Joan) · Vegeu més fotos d'aquest monument · Carregueu una nova foto d'aquest monument             |
| Castell i muralla d'Horta de Sant Joan                            | BCIN 941-MH     | IX, XII                                          | Horta de Sant Joan                                                               | 40° 57′ 17″ N, 0° 18′ 57″ E / 40.954798°N,0.315929°E | RI-51-0006857 | Carregueu una nova foto d'aquest monument                                                                                           |
| Nucli antic d'Horta de Sant Joan, o Orta de Sant Joan             | BCIN 1946-CH-EN | Gòtic, renaixement Medieval-XXI                  | Horta de Sant Joan                                                               | 40° 57′ 15″ N, 0° 19′ 00″ E / 40.95408°N,0.3167°E    | RI-53-0000498 | Nucli antic d'Horta de Sant Joan · Vegeu més fotos d'aquest monument · Carregueu una nova foto d'aquest monument                    |
| Celler Cooperatiu                                                 | BCIN 1947-MH    | Modernisme Cèsar Martinell XX (1922)             | El Pinell de Brai C. del Pilonet, 8-10                                           | 41° 01′ 00″ N, 0° 30′ 46″ E / 41.016603°N,0.512679°E | RI-51-0010769 | Celler Cooperatiu (el Pinell de Brai) · Vegeu més fotos d'aquest monument · Carregueu una nova foto d'aquest monument               |
| Fortí a la talaia de Llixem                                       | BCIN 4015-MH    | Obra popular XIX-XX                              | El Pinell de Brai Talaia de Llixem                                               | 41° 01′ 04″ N, 0° 33′ 42″ E / 41.017757°N,0.561612°E | IPA-37031     | Carregueu una nova foto d'aquest monument                                                                                           |
| Lo Portal                                                         | BCIN 1308-MH    | XVII                                             | Prat de Comte C. Major                                                           | 40° 59′ 00″ N, 0° 24′ 20″ E / 40.983470°N,0.405627°E | RI-51-0006686 | Lo Portal (Prat de Comte) · Vegeu més fotos d'aquest monument · Carregueu una nova foto d'aquest monument                           |
| Muralla de Vilalba dels Arcs                                      | BCIN 3937-MH    | XIV-XVI                                          | Vilalba dels Arcs Nucli antic                                                    | 41° 07′ 13″ N, 0° 24′ 31″ E / 41.120277°N,0.408517°E | IPA-35364     | Carregueu una nova foto d'aquest monument                                                                                           |
| Castell de Vilalba dels Arcs                                      | BCIN 3938-MH    | XIV-XVI                                          | Vilalba dels Arcs C. Església, 4                                                 | 41° 07′ 17″ N, 0° 24′ 37″ E / 41.121287°N,0.410331°E | IPA-35547     | Castell de Vilalba dels Arcs · Modifica el valor a Wikidata · Carregueu una nova foto d'aquest monument                             |

## Patrimoni arqueològic
| Monument                 | Protecció    | Estil/època | Localització                             | Coordenades                                          | Codi?         | Imatge                                                                         |
| ------------------------ | ------------ | --- | ---------------------------------------- | ---------------------------------------------------- | ------------- | ------------------------------------------------------------------------------ |
| Poblat del Coll del Moro | BCIN 2079-ZA | Lloc d'habitació amb estructures conservades, poblat. Lloc d'enterrament Incineració col·lectiu, necròpolis tumulària. Des de Bronze Final III a Romà Alt Imperi (-900/192) | Gandesa Coll del Moro, Partida de Calars | 41° 02′ 53″ N, 0° 23′ 11″ E / 41.048105°N,0.386505°E | RI-55-0000323 | Poblat del Coll del Moro (Gandesa) · Carregueu una nova foto d'aquest monument |

A més, alguns monuments històrics estan inclosos també en l'Inventari del Patrimoni Arqueològic i Paleontològic de Catalunya (IPAPC) per tenir protegit igualment el seu subsol o l'entorn.